# Ист Гафни (Јужна Каролина)
Ист Гафни (енгл. East Gaffney) насељено је место без административног статуса у америчкој савезној држави Јужна Каролина.

## Демографија
По попису из 2010. године број становника је 3.085, што је 264 (-7,9%) становника мање него 2000. године.
| Група             | 2000.         | 2010.         |
| Белци             | 2.551 (76,2%) | 2.070 (67,1%) |
| Афроамериканци    | 683 (20,4%)   | 791 (25,6%)   |
| Азијати           | 11 (0,3%)     | 9 (0,3%)      |
| Хиспаноамериканци | 86 (2,6%)     | 169 (5,5%)    |
| Укупно            | 3.349         | 3.085         |